# آنوکت
| a · n | q · t | B1 |

| a · n | q · t | B1 |

آنوکت،در مصر باستان خدای رود نیل پنداشته می شده‌است.فرقۀ او در الفانتین آغاز رود نیل رواج داشته‌است.این خدا بخشی از خدای خنوم بود است.این نشان می‌دهد او دختر خنوم بوده‌است.

## نمادشناسی
آنوکت را در نقاشی‌ها بلند قد با روسری به تصویر کشیده‌اند.

## پرستش
وقتی رودخانه نیل شروع به طغیان می‌کرد، مردم سکه، طلا، جواهر و هدایای گرانبهای خود را به داخل رودخانه می‌انداختند تا از آنوکت تشکر کنند. مردم در این زمان از خوردن ماهی پرهیز می‌کردند.